# Ewoud Vromant

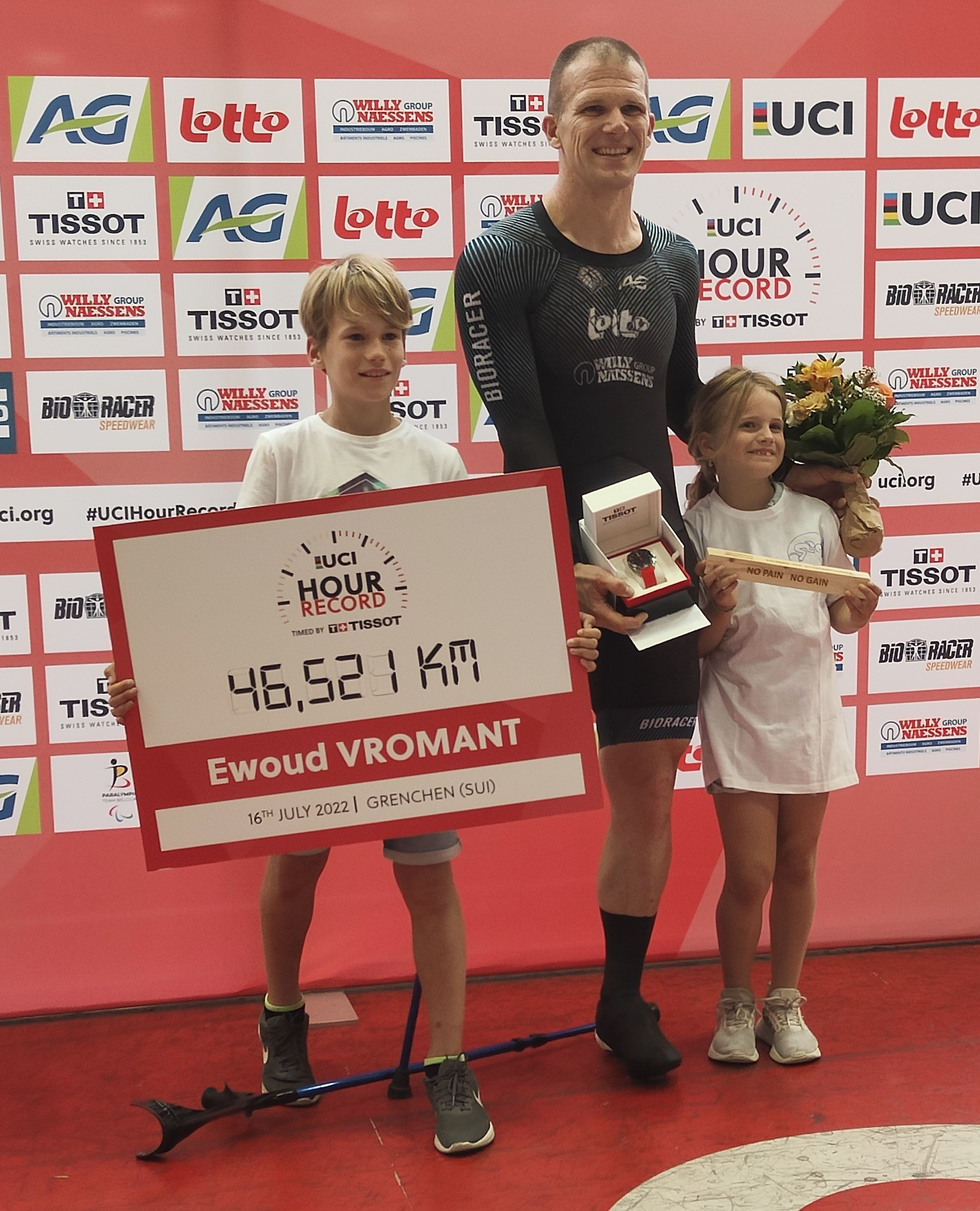
Vromant nach der Aufstellung des Stundenweltrekords im Tissot Velodrome (2022)

Ewoud Vromant (* 15. Juli 1984 in Gent) ist ein belgischer Straßen- und Bahnradfahrer, der im Paracycling (C2) aktiv ist.

## Sportliche Laufbahn
Von Jugend an war Ewoud Vromant ein begeisterter Sportler: Er spielte Fußball auf Provinzebene und betrieb später Triathlon. Ende 2012 wurde bei ihm im rechten Oberschenkel ein Tumor entdeckt. Im Juni 2013 wurde das Bein – nach 18 Wochen Chemotherapie – amputiert. Im Zuge seiner Rehabilitation und nachdem er eine Prothese erhalten hatte, wurde er erneut in verschiedenen Sportarten wie Skifahren, Laufen und Schwimmen aktiv. So wurde er belgischer Meister über 100 und 200 Meter (mit nationalem Rekord). Schließlich verlegte er sich 2016 auf den Radsport.
Seit 2017 betreibt Vromant speziell Paracycling. 2019 startete er bei den Paracycling-Straßenweltmeisterschaften und holte sie im Einzelzeitfahren sowie Bronze im Straßenrennen. Bei den Bahnweltmeisterschaften 2020 wurde er Weltmeister in der Einerverfolgung. 2021 gewann er Bronze bei den Weltmeisterschaften im Straßenrennen.
Im Sommer des Jahres ging Vromant bei den Sommer-Paralympics in Tokio an den Start. In der Einerverfolgung auf der Bahn fuhr er einen neuen Weltrekord, wurde aber wegen einer falschen Sitzposition disqualifiziert. Wenige Tage später gewann er im Zeitfahren auf der Straße die Silbermedaille. Bei den Straßenweltmeisterschaften 2022 errang er Silber im und Bronze im Straßenrennen.
Am 16. Juli 2022 stellte Ewoud Vromant im Schweiz Tissot Velodrome mit 46,521 Kilometern einen neuen Stundenweltrekord auf.

## Ehrungen
Im September 2022 wurde Ewoud Vromant als Ehrenbürger seines Wohnortes Herzele geehrt.

## Erfolge

### Straße
2017
- Belgischer Meister – Straßenrennen

2018
- Belgischer Meister – Straßenrennen, Einzelzeitfahren

2019
- Weltmeisterschaft – Einzelzeitfahren
- Weltmeisterschaft – Straßenrennen
- Belgischer Meister – Straßenrennen

2020
- Weltmeister – Einerverfolgung

2021
- Paralympics – Einzelzeitfahren
- Weltmeisterschaft – Straßenrennen

2022
- Weltmeister – Einzelzeitfahren
- Weltmeisterschaft – Straßenrennen

2023
- Weltmeisterschaft – Straßenrennen

2024
- Paralympics – Einzelzeitfahren

### Bahn
2024
- Weltmeisterschaft – Einerverfolgung[5]
- Paralympics – Einerverfolgung